# 범람원

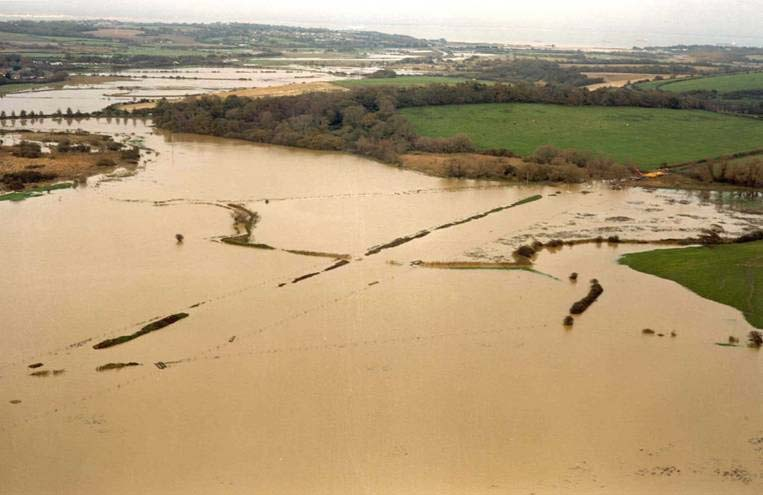

범람원(氾濫原)은 충적지형 중에서 가장 보편적인 지형이다. 범람원은 하천의 양쪽의 평탄하고 낮은 지형으로 구성물질은 상류에서 바다로 운반되다가 하천의 범람에 의해 일시적 또는 영구적으로 현재의 위치에 쌓여 있게 된 것이다. 넓은 범람원은 대개 하천의 하류에 발달한다. 한반도 충적평야의 대부분은 범람원이며 후빙기 해수면 상승과 더불어 빙기의 침식곡이 하천의 토사로 매립되어 발달하였다. 그래서 충적층은 매우 두껍고 충적지의 해발고도는 5~10m로 매우 낮으며 자연제방과 배후습지가 뚜렷하게 나타난다. 범람원은 거의 논으로 이용되고 있으며, 밭, 과수원, 목장, 임야 등으로 이용되고 있는 주변 구릉지와는 뚜렷하게 구별된다.

## 자연제방과 배후습지
범람원은 하천의 범람과 밀접한 관계가 있는 지형이다. 홍수시에 하도를 넘어 범람한 물은 유속이 격감하여 운반하던 물질을 그 자리에 쌓게 되는데 우선 모래와 실트 같이 입자가 비교적 크고 무거운 물질을 하천 양안에 쌓아 지면이 약간 높은 자연제방을 형성한다. 자연제방의 뒤에는 상대적으로 고도가 낮은 배후습지가 형성되는데 주로 점토가 퇴적되어 있다. 넓은 범람원은 배후습지가 자연제방보다 훨씬 넓은 면적을 차지한다. 범람원은 하천의 하방 침식이 쇠약하여 평탄해진 오랜 종단면형 지형에서 곧잘 나타난다. 이 경우 물줄기가 자주 바뀌면 하중도나 우각호 등의 지형이 되기도 한다.
자연제방은 비교적 높고 모래와 실트 성분이 많아 홍수의 피해가 적고, 배수가 잘 되므로 일찍이 밭·과수원 등으로 이용되고 취락이 발달하였다. 그래서 범람원 중에서 자연제방만 농경지로 이용되는 곳이 적지 않다. 뒤쪽의 배후 습지는 지대가 낮아 홍수가 나면 이내 침수되고, 점토로 구성되었을 뿐 아니라 지하수위가 높아 배수가 잘 되지 않는다. 배후습지는 원래 수초가 자라는 늪으로 이루어져 있어 농경지로 이용되는 자연제방과는 그 경관이 쉽게 구별된다. 그러나 우리나라와 같은 인구조밀지역에서는 인공적으로 배수하고 제방을 쌓아 홍수를 방지하면서 대부분 비옥한 농경지로 개간되었다.

## 후빙기 해수면의 상승과 범람원의 형성
대부분의 범람원은 그 충적층의 두께가 홍수시에 하상이 파일 수 있는 깊이보다 훨씬 두껍다. 특히 하천 하류에서는 범람원의 너비가 하천이 곡류하면서 측방침식 및 측방퇴적에 의해 넓혀질 수 있는 너비보다 훨씬 넓은 것이 보통이다. 이는 범세계적인 현상으로 빙기에 해수면이 하강하였을 때 하곡이 깊이 파인 다음 후빙기의 해수면 상승과 더불어 하곡이 충적층으로 매립되면서 형성되었기 때문이다. 최후 빙기가 절정에 달했을 때의 해수면은 현재보다 100m 이상 낮았으며, 약 18,000년 전부터 다시 상승하기 시작하였다.
범람원의 자연제방과 배후습지는 후빙기 해수면 상승과 더불어 빙하의 침식곡이 충적층으로 매립되는 과정에서 형성된 것이다. 약 18,000년 전부터 해수면이 상승하면서 홍수가 자주 일어나게 되었고 이에 따라 범람원이 점차 위로 성장할 때 하천 양안을 따라서는 토사의 집중적인 퇴적으로 지면이 빨리 높아져 자연제방이 형성되고, 토사의 유입이 적은 배후는 고도가 낮아 습지로 남게 된 것이다.

## 배후습지의 개간
배후습지는 일반적으로 대하천 하류로 유입하는 작은 지류의 골짜기에 발달한다. 이러한 배후습지는 상습 침수지역으로 홍수시에 대하천에서 물이 역류하여 토사를 운반 퇴적한다. 한강의 경우 뚝섬은 전체적으로 자연제방, 그 뒤에 있는 중랑천 하류의 장안평은 배후습지로 상습침수지역이었다. 해발고도는 뚝섬이 10~12m, 장안평이 8~9m였다. 한반도의 배후습지는 20세기에 들어와서 개발되어 자연상태로 남아있는 것을 찾아보기가 어려워졌다. 곡류하던 하천을 직강화하고 대하천 본류와 만나는 곳에는 빗물펌프장 설치로 홍수시 역류를 방지하여 배후습지를 농경지나 다른 용도로 개간한 것이다.
다만, 한반도의 자연적인 내륙 습지 중에서 가장 넓은 경남 창녕의 우포는 과거에 비하여 상당히 줄어들었지만 아직 보존상태가 양호한 편이다. 우포는 토평천 골짜기의 배후습지로서 홍수시에는 낙동강의 물이 역류한다. 인근에 철새의 도래지로 알려진 주남 저수지는 배후습지를 이용하여 관개용 또는 배수용 저수지로 만든 것이다.

## 참고 자료
- 이 문서에는 다음커뮤니케이션(현 카카오)에서 GFDL 또는 CC-SA 라이선스로 배포한 글로벌 세계대백과사전의 내용을 기초로 작성된 글이 포함되어 있습니다.